# John Dingell
John David Dingell, Jr. (Colorado Springs, 8 luglio 1926 – Dearborn, 7 febbraio 2019) è stato un politico e avvocato statunitense, membro della Camera dei rappresentanti per lo stato del Michigan dal 1955 al 2015.

## Biografia
Figlio del politico e deputato democratico John D. Dingell, Sr., John frequentò la Georgetown University e prese parte alla seconda guerra mondiale. Dopo la laurea in legge, Dingell lavorò come avvocato e consulente politico per alcuni anni.
Nel 1955 suo padre morì mentre era ancora in carica come deputato e così Dingell decise di prendere parte alle elezioni speciali che avrebbero decretato il suo successore alla Camera dei rappresentanti. Dingell vinse la competizione e da allora venne sempre rieletto con ampio margine.
Nel 1995 dopo il ritiro del deputato del Mississippi Jamie L. Whitten, Dingell divenne Decano della Camera, ovvero il membro con maggiore anzianità. Tra i mandati del padre e quelli di John, i Dingell sono alla Camera dei rappresentanti da oltre ottanta anni.
Il 7 giugno 2013, con 20 997 giorni di mandato, divenne il parlamentare più a lungo in carica della storia del Congresso statunitense. Nel 2014 annunciò il suo ritiro al termine del mandato e lasciò la Camera dopo sessant'anni di permanenza, venendo succeduto dalla moglie Debbie.
A livello ideologico, Dingell era considerato un liberal, cioè democratico progressista.